# Julie Hullgren
Julie Elise Hullgren, född 29 juli 1879 i Aalborg, Danmark, död 1963, var en dansk-svensk målare.
Hon var dotter till direktören J.G. Dinesen och Vilhelmine Marie Rodskier och från 1915 gift med Oscar Hullgren. Hon studerade konst för Erik Henningsen i Köpenhamn 1905–1908 och i Berlin 1909 samt för Simon och Ménrad vid Académie de la Grande Chaumière i Paris. Hon medverkade ett flertal gånger i utställningar med Sveriges allmänna konstförening separat ställde hon ut på bland annat Modern konst i hemmiljö, Malmö museum. Tillsammans med Elvi Tondén ställde hon ut på Galleri Brinken i Stockholm. Hannes konst består av landskap, blomsterstilleben, motiv från Stockholm, Öland, Skagern och Christiansö samt porträtt där det av professor Edvard Lehmann och maken räknas som hennes främsta. I början av 1950-talet skänkte hon ett större penningbelopp till Konstakademien avsedda för Oscar och Julie Hullgrens fond vars avkastning skall delas ut i form av stipendier. Hullgren är representerad vid Malmö museum, Kalmar konstmuseum och Nationalmuseum, Stockholm i Stockholm. 

### Fotnoter
1. ↑  ”Kalmar konstmuseum”. Arkiverad från originalet den 2 december 2017. https://web.archive.org/web/20171202203141/http://konstdatabas.designarkivet.se/index.php/Detail/Object/Show/object_id/851. Läst 2 december 2017.
2. ↑  Nationalmuseum